# Паньо
Па̀ньо (на италиански: Pagno; на пиемонтски: Pagn, Пан, на окситански: Panh, Пан) е село и община в Северна Италия, провинция Кунео, регион Пиемонт. Разположено е на 362 m надморска височина. Населението на общината е 581 души (към 2010 г.).